# Kuçovë (distrito)
Kuçovë (albanês: Rrethi i Kuçovës) é um dos 36 distritos da Albânia localizado no centro do país, na prefeitura de Berat. Sua capital é a cidade de Kuçovë.
Kuçovë é o centro da indústria petrolífera albanesa. A cidade foi construída na década de 1950 com a ajuda dos soviéticos, e foi durante muito tempo uma base militar. Atualmente é procurada por estudantes de arquitetura interessados em construções do período comunista, embora muito da infra-estrutura petrolífera date de período anterior, tendo sido instalada pelos italianos durante o governo de Zog I.

## Municípios
O distrito de Kuçovë é dividido nos seguintes municípios:
- Kozare
- Kuçovë
- Perondi